# NGC 3
NGC 3 (другие обозначения — UGC 58, MCG 1-1-37, ZWG 408.35, Ark 1, IRAS00047+0801, PGC 565) — линзообразная галактика (S0) в созвездии Рыб.
Расстояние до галактики составляет примерно 180 миллионов световых лет. Её диаметр оценивается в 55 000 световых лет. При этом галактика имеет сравнительно высокую поверхностную яркость и входит (под номером 1) в каталог галактик с высокой поверхностной яркостью Аракеляна, где она описана как «эллиптический красный объект, возможно линзообразная галактика».
Галактика была открыта немецким астрономом Альбертом Мартом 29 ноября 1864. Он использовал 48-дюймовый (122 см) телескоп-рефлектор Уильяма Лассела на острове Мальта.
В 1888 году Джон Дрейер включает её в NGC под названием NGC 3, описывая как «тусклую, очень маленькую, округлую, почти звездообразную» туманность.
Подробная фотометрия диска галактики в четырёх оптических спектральных диапазонах выполнена в работе; установлено, что во всех диапазонах диск галактики симметричен, её наклонение к лучу зрения составляет 60°. Диск имеет диаметр около 40 секунд дуги, эллиптичность галактики (1 − b/a) в центре достигает 0,55, за пределами радиуса 17 секунд дуги равна 0,34. Балдж окружён тусклым кольцом, радиальный фотометрический профиль представляет тип II по Фриману.